# محوطه بردپنیر
محوطه بردپنیر مربوط به هزاره ۵و ۴ قبل از میلاد است و در شهرستان اندیمشک، بخش الوار گرمسیری، ۱ کیلومتری شهر حسینیه واقع شده و این اثر در تاریخ ۱۵ اسفند ۱۳۸۵ با شمارهٔ ثبت ۱۷۹۹۲ به‌عنوان یکی از آثار ملی ایران به ثبت رسیده است.